# Reformovaný kostel v Auteuil
Reformovaný kostel v Auteuil (fr. Église réformée d'Auteuil) je kostel francouzské reformované církve v 16. obvodu v Paříži, v ulici Rue Erlanger. Kostel je členem Union des Églises évangéliques de France.

## Historie
V roce 1897 byl postaven na Rue Boileau č. 29 první dřevěný kostel s kovovou konstrukcí pro 150 lidí. Dne 5. ledna 1907 byl založen církevní spolek. V roce 1924 byl kostel zbořen, aby se mohla rozšířit škola. Farnost poté koupila bývalý pozemek sochaře Léopolda Morice (1846–1919) na adrese Rue Erlanger č. 53. Před dokončením kostela v roce 1932 se bohoslužby sloužily v bývalé dílně. Kostel vyzdobili malíř Louis Rivier a sochař Édouard Sandoz. Tento druhý kostel byl příliš malý a proto byl v roce 1971 zbourán a pod vedením švýcarského architekta Guida Cocchi byl postaven nový.